# Lista över världens rikaste personer 2018
Lista över Forbes ranking av världens rikaste personer 2018.

## Topp 100
| Nr  | Namn                              | Förmögenhet            | Nationalitet   | Källa till rikedom         |
| --- | --------------------------------- | ---------------------- | -------------- | -------------------------- |
| 1   | Jeff Bezos                        | $142 miljarder dollar  | USA            | Amazon.com                 |
| 2   | Bill Gates                        | $86 miljarder dollar   | USA            | Microsoft                  |
| 3   | Warren Buffett                    | $78 miljarder dollar   | USA            | Berkshire Hathaway         |
| 4   | Bernard Arnault                   | $72 miljarder dollar   | Frankrike      | LVMH                       |
| 5   | Mark Zuckerberg                   | $71 miljarder dollar   | USA            | Facebook                   |
| 6   | Amancio Ortega                    | $70 miljarder dollar   | Spanien        | Inditex, Zara              |
| 7   | Carlos Slim                       | $67,1 miljarder dollar | Mexiko         | América Móvil, Grupo Carso |
| 8   | Charles Koch                      | $60 miljarder dollar   | USA            | Koch Industries            |
| 8   | David Koch                        | $60 miljarder dollar   | USA            | Koch Industries            |
| 10  | Larry Ellison                     | $58,5 miljarder dollar | USA            | Oracle Corporation         |
| 11  | Michael Bloomberg                 | $50 miljarder dollar   | USA            | Bloomberg L.P.             |
| 12  | Larry Page                        | $48,8 miljarder dollar | USA            | Google                     |
| 13  | Sergey Brin                       | $47,5 miljarder dollar | USA            | Google                     |
| 14  | Jim Walton                        | $46,4 miljarder dollar | USA            | Walmart                    |
| 15  | S. Robson Walton                  | $46,2 miljarder dollar | USA            | Walmart                    |
| 16  | Alice Walton                      | $46 miljarder dollar   | USA            | Walmart                    |
| 17  | Ma Huateng                        | $45,3 miljarder dollar | Kina           | Internet media             |
| 18  | Francoise Bettencourt-Meyers      | $42,2 miljarder dollar | Frankrike      | L'Oréal                    |
| 19  | Mukesh Ambani                     | $40,1 miljarder dollar | Indien         | Olja, gas                  |
| 20  | Jack Ma                           | $39 miljarder dollar   | Kina           | e-handel                   |
| 21  | Sheldon Adelson                   | $38,5 miljarder dollar | USA            | Kasino                     |
| 22  | Steve Ballmer                     | $38,4 miljarder dollar | USA            | Microsoft                  |
| 23  | Li Ka-shing                       | $34,9 miljarder dollar | Kina           |                            |
| 24  | Hui Ka Yang                       | $30,3 miljarder dollar | Kina           | Fastigheter                |
| 24  | Lee Shau Kee                      | $30,3 miljarder dollar | Kina           | Fastigheter                |
| 26  | Wang Jianlin                      | $30 miljarder dollar   | Kina           | Fastigheter                |
| 27  | Beate Heister & Karl Albrecht Jr. | $29,8 miljarder dollar | Tyskland       |                            |
| 28  | Phil Knight                       | $29,6 miljarder dollar | USA            | Nike                       |
| 29  | Jorge Paulo Lemann                | $27,4 miljarder dollar | Brasilien      | Öl                         |
| 30  | Francois Pinault                  | $27 miljarder dollar   | Frankrike      |                            |
| 31  | Georg Schaeffler                  | $25,3 miljarder dollar | Tyskland       |                            |
| 32  | Susanne Klatten                   | $25 miljarder dollar   | Tyskland       | BMW                        |
| 32  | David Thomson                     | $25 miljarder dollar   | Kanada         | Media                      |
| 34  | Jacqueline Mars                   | $23,6 miljarder dollar | USA            | Godis, hundmat             |
| 34  | John Mars                         | $23,6 miljarder dollar | USA            | Godis, hundmat             |
| 36  | Joseph Safra                      | $23,5 miljarder dollar | Brasilien      | Bankir                     |
| 37  | Giovanni Ferrero                  | $23 miljarder dollar   | Italien        | Ferrero                    |
| 37  | Dietrich Mateschitz               | $23 miljarder dollar   | Österrike      | Red Bull                   |
| 39  | Michael Dell                      | $22,7 miljarder dollar | USA            | Dell                       |
| 39  | Masayoshi Son                     | $22,7 miljarder dollar | Japan          | Internet, telekom          |
| 41  | Serge Dassault                    | $22,6 miljarder dollar | Frankrike      |                            |
| 42  | Stefan Quandt                     | $22 miljarder dollar   | Tyskland       | BMW                        |
| 43  | Yang Huiyan                       | $21,9 miljarder dollar | Kina           | Fastigheter                |
| 44  | Paul Allen                        | $21,7 miljarder dollar | USA            | Microsoft                  |
| 45  | Leonardo Del Vecchio              | $21,2 miljarder dollar | Italien        | Glasögon                   |
| 46  | Dieter Schwarz                    | $20,9 miljarder dollar | Tyskland       |                            |
| 47  | Thomas Peterffy                   | $20,3 miljarder dollar | USA            |                            |
| 48  | Theo Albrecht Jr.                 | $20,2 miljarder dollar | Tyskland       |                            |
| 48  | Len Blavatnik                     | $20,2 miljarder dollar | USA            |                            |
| 50  | He Xiangjian                      | $20,1 miljarder dollar | Kina           |                            |
| 50  | Lui Che Woo                       | $20,1 miljarder dollar | Kina           | Kasino                     |
| 52  | James Simons                      | $20 miljarder dollar   | USA            | Hedgefonder                |
| 52  | Henry Sy                          | $20 miljarder dollar   | Filippinerna   |                            |
| 54  | Elon Musk                         | $19,9 miljarder dollar | USA            | Tesla, Inc.                |
| 55  | Hindujah                          | $19,5 miljarder dollar | Storbritannien |                            |
| 55  | Tadashi Yanai                     | $19,5 miljarder dollar | Japan          | Mode                       |
| 57  | Vladimir Lisin                    | $19,1 miljarder dollar | Ryssland       | Stål                       |
| 58  | Laurene Powell Jobs               | $18,8 miljarder dollar | USA            | Apple, Disney              |
| 58  | Azim Premji                       | $18,8 miljarder dollar | Indien         |                            |
| 60  | Aleksej Mordasjov                 | $18,7 miljarder dollar | Ryssland       | Stål                       |
| 61  | Lee Kun-Hee                       | $18,6 miljarder dollar | Sydkorea       | Samsung                    |
| 62  | Lakshmi Mittal                    | $18,5 miljarder dollar | Indien         | Stål                       |
| 63  | Wang Wei                          | $18,2 miljarder dollar | Kina           |                            |
| 64  | Leonid Mikhelson                  | $18 miljarder dollar   | Ryssland       | Gas, kemikalier            |
| 65  | Charoen Sirivadhanabhakdi         | $17,9 miljarder dollar | Thailand       | Fastigheter                |
| 66  | Pallonji Mistry                   | $17,8 miljarder dollar | Irland         |                            |
| 67  | Ray Dalio                         | $17,7 miljarder dollar | USA            | Hedgefonder                |
| 68  | Takemitsu Takizaki                | $17,5 miljarder dollar | Japan          |                            |
| 69  | William Ding                      | $17,4 miljarder dollar | Kina           | Onlinespel                 |
| 69  | R. Budi Hartono                   | $17,4 miljarder dollar | Indien         | Banker                     |
| 69  | Gina Reinhart                     | $17,4 miljarder dollar | Australien     |                            |
| 72  | German Larrea Mota Velasco        | $17,3 miljarder dollar | Mexiko         |                            |
| 73  | Carl Icahn                        | $16,8 miljarder dollar | USA            | Investeringar              |
| 73  | Stefan Persson                    | $16,8 miljarder dollar | Sverige        | H&M                        |
| 75  | Michael Hartono                   | $16,7 miljarder dollar | Indien         | Banker                     |
| 75  | Joseph Lau                        | $16,7 miljarder dollar | Kina           | Fastigheter                |
| 77  | Thomas & Ray Kwok                 | $16,5 miljarder dollar | Kina           | Fastigheter                |
| 78  | Vagit Alekperov                   | $16,4 miljarder dollar | Ryssland       | Olja                       |
| 78  | James Ratcliffe                   | $16,4 miljarder dollar | Storbritannien | Kemikalier                 |
| 80  | Donald Bren                       | $16,3 miljarder dollar | USA            | Fastigheter                |
| 80  | Iris Fontbona                     | $16,3 miljarder dollar | Chile          |                            |
| 82  | Gennadij Timtjenko                | $16 miljarder dollar   | Ryssland       | Olja, gas                  |
| 83  | Abigail Johnson                   | $15,9 miljarder dollar | USA            |                            |
| 83  | Vladimir Potanin                  | $15,9 miljarder dollar | Ryssland       | Metaller                   |
| 83  | Lukas Walton                      | $15,9 miljarder dollar | USA            | Walmart                    |
| 86  | Charlene de Carvalho-Heineken     | $15,8 miljarder dollar | Nederländerna  | Heineken                   |
| 87  | Zhang Zhidong                     | $15,6 miljarder dollar | Kina           | Internet, media            |
| 88  | Petr Kellner                      | $15,5 miljarder dollar | Tjeckien       | Banker                     |
| 88  | Andrey Melnichenko                | $15,5 miljarder dollar | Ryssland       | Kol                        |
| 88  | David & Simon Reuben              | $15,5 miljarder dollar | Storbritannien | Fastigheter                |
| 91  | Klaus-Michael Kuehne              | $15,3 miljarder dollar | Tyskland       | Transport                  |
| 91  | Li Shufu                          | $15,3 miljarder dollar | Kina           |                            |
| 93  | Mikhail Fridman                   | $15,1 miljarder dollar | Ryssland       | Banker, olja, telekom      |
| 94  | Rupert Murdoch                    | $15 miljarder dollar   | USA            | Media                      |
| 95  | Dhanin Chearanont                 | $14,9 miljarder dollar | Thailand       |                            |
| 96  | Robert Kuok                       | $14,8 miljarder dollar | Malaysia       | Palmolja, transport        |
| 97  | Emmanuel Besnier                  | $14,7 miljarder dollar | Frankrike      | Ost                        |
| 98  | Shiv Nadar                        | $14,6 miljarder dollar | Indien         |                            |
| 99  | Viktor Vekselberg                 | $14,4 miljarder dollar | Ryssland       | Metaller, energi           |
| 100 | Aliko Dangote                     | $14,1 miljarder dollar | Nigeria        | Cement, socker, fluor      |
| 100 | Harold Hamm                       | $14,1 miljarder dollar | USA            | Olja, gas                  |

## Topp 102-200
| Nr  | Namn                         | Förmögenhet            | Nationalitet | Källa till rikedom          |
| --- | ---------------------------- | ---------------------- | ------------ | --------------------------- |
| 102 | Steve Cohen                  | $14 miljarder dollar   | USA          | Hedgefonder                 |
| 102 | Dustin Moskovitz             | $14 miljarder dollar   | USA          | Facebook                    |
| 102 | Marcel Herrmann Telles       | $14 miljarder dollar   | Brasilien    | Öl                          |
| 105 | Reinhold Wuerth              | $13,6 miljarder dollar | Tyskland     | Grossist                    |
| 106 | Charles Ergen                | $13,4 miljarder dollar | USA          | TV                          |
| 106 | Eric Schmidt                 | $13,4 miljarder dollar | USA          | Google                      |
| 108 | Philip Anschutz              | $13 miljarder dollar   | USA          | Investeringar               |
| 108 | Jim Kennedy                  | $13 miljarder dollar   | USA          | Media                       |
| 108 | Blair Parry-Okeden           | $13 miljarder dollar   | USA          | Media                       |
| 108 | Alain Wertheimer             | $13 miljarder dollar   | Frankrike    | Chanel                      |
| 108 | Gerard Wertheimer            | $13 miljarder dollar   | Frankrike    | Chanel                      |
| 113 | Leonard Lauder               | $12,9 miljarder dollar | USA          | Estee Lauder                |
| 113 | Heinz Hermann Thiele         | $12,9 miljarder dollar | Tyskland     |                             |
| 115 | Dilip Shanghvi               | $12,8 miljarder dollar | Indien       | Medicin                     |
| 116 | Hasso Plattner               | $12,7 miljarder dollar | Tyskland     |                             |
| 117 | Stephen Schwarzmann          | $12,6 miljarder dollar | Frankrike    | Investeringar               |
| 118 | Lei Jun                      | $12,5 miljarder dollar | Kina         | Smarttelefoner              |
| 118 | Hans Rausing                 | $12,5 miljarder dollar | Sverige      |                             |
| 118 | Alisher Usmanov              | $12,5 miljarder dollar | Ryssland     | Stål, telekommunikation     |
| 121 | Donald Newhouse              | $12,3 miljarder dollar | USA          | Media                       |
| 122 | Peter Woo                    | $12,2 miljarder dollar | Kina         | Fastigheter                 |
| 123 | Luis Carlos Sarmiento        | $12,1 miljarder dollar | Colombia     | Banker                      |
| 124 | Robin Li                     | $12 miljarder dollar   | Kina         | Media                       |
| 124 | Carlos Alberto Sicupira      | $12 miljarder dollar   | USA          | Öl                          |
| 126 | Seo Jung-Jin                 | $11,9 miljarder dollar | Sydkorea     | Bioteknik                   |
| 127 | Kumar Birla                  | $11,8 miljarder dollar | Indien       |                             |
| 127 | Alexander Otto               | $11,8 miljarder dollar | USA          | Fastigheter                 |
| 127 | Stefano Pessina              | $11,8 miljarder dollar | Italien      | Apotek                      |
| 130 | Udo & Harald Tschira         | $11,7 miljarder dollar | Tyskland     |                             |
| 130 | Wang Wenyin                  | $11,7 miljarder dollar | Kina         |                             |
| 132 | Andrew Beal                  | $11,6 miljarder dollar | USA          | Banker, fastigheter         |
| 132 | Lee Man Tat                  | $11,6 miljarder dollar | Kina         |                             |
| 134 | John Menard, Jr.             | $11,5 miljarder dollar | USA          |                             |
| 135 | Xu Shihui                    | $11,3 miljarder dollar | Kina         | Snacks                      |
| 135 | Zhou Hongyi                  | $11,3 miljarder dollar | Kina         |                             |
| 137 | Gong Hongjia                 | $11,2 miljarder dollar | Kina         | Kameraövervakning           |
| 138 | Michael Otto                 | $11 miljarder dollar   | Tyskland     | Fastigheter                 |
| 138 | David Tepper                 | $11 miljarder dollar   | USA          | Hedgefonder                 |
| 140 | Roman Abramovich             | $10,8 miljarder dollar | Ryssland     | Stål, investeringar         |
| 140 | Liu Qiangdong                | $10,8 miljarder dollar | Kina         | e-handel                    |
| 140 | Robert & Philip Ng           | $10,8 miljarder dollar | Singapore    | Fastigheter                 |
| 143 | Alberto Bailleres Gonzalez   | $10,7 miljarder dollar | Mexiko       |                             |
| 143 | Uday Kotak                   | $10,7 miljarder dollar | Indien       | Banker                      |
| 145 | Pierre Omidyar               | $10,5 miljarder dollar | USA          | eBay                        |
| 146 | Walter P.J. Droege           | $10,3 miljarder dollar | Tyskland     | Rådgivning                  |
| 147 | Dietmar Hopp                 | $10,2 miljarder dollar | Tyskland     | Mjukvaror                   |
| 148 | Graeme Hart                  | $10,1 miljarder dollar | Nya Zeeland  | Investeringar               |
| 148 | Eduardo Saverin              | $10,1 miljarder dollar | Brasilien    | Facebook                    |
| 148 | Yan Zhi                      | $10,1 miljarder dollar | Kina         | Fastigheter                 |
| 151 | Radhakishan Damani           | $10 miljarder dollar   | Indien       | Investeringar               |
| 152 | German Khan                  | $9,8 miljarder dollar  | Ryssland     | Olja, banker                |
| 152 | Ronald Perelman              | $9,8 miljarder dollar  | USA          |                             |
| 154 | Gautam Adani                 | $9,7 miljarder dollar  | Indien       |                             |
| 154 | Micky Arison                 | $9,7 miljarder dollar  | USA          | Kryssningar                 |
| 154 | Pan Zhengmin                 | $9,7 miljarder dollar  | Kina         | Elektronik                  |
| 154 | Joseph Tsai                  | $9,7 miljarder dollar  | Kanada       | e-handel                    |
| 158 | Thomas Frist, Jr.            | $9,6 miljarder dollar  | USA          | Sjukvård                    |
| 158 | Mikhail Prokhorov            | $9,6 miljarder dollar  | Ryssland     | Investeringar               |
| 160 | Galen Weston                 | $9,5 miljarder dollar  | Kanada       | Handel                      |
| 160 | Zong Qinghou                 | $9,5 miljarder dollar  | Kina         |                             |
| 162 | Eyal Ofer                    | $9,4 miljarder dollar  | Israel       | Fastigheter, transport      |
| 162 | Charles Schwab               | $9,4 miljarder dollar  | USA          |                             |
| 164 | Gianluigi & Rafaela Aponte   | $9,3 miljarder dollar  | Schweiz      | Transport                   |
| 164 | Herber Kohler, Jr.           | $9,3 miljarder dollar  | USA          |                             |
| 164 | Viktor Rashnikov             | $9,3 miljarder dollar  | Ryssland     | Stål                        |
| 167 | Harry Triguboff              | $9,2 miljarder dollar  | Australien   | Fastigheter                 |
| 167 | August von Finck             | $9,2 miljarder dollar  | Tyskland     | Investeringar               |
| 167 | Yao Zhenhua                  | $9,2 miljarder dollar  | Kina         |                             |
| 170 | Jan Koum                     | $9,1 miljarder dollar  | USA          | WhatsApp                    |
| 170 | Cyrus Poonawalla             | $9,1 miljarder dollar  | Indien       | Vaccin                      |
| 172 | James Goodnight              | $9 miljarder dollar    | USA          | Mjukvaror                   |
| 172 | Ken Griffin                  | $9 miljarder dollar    | USA          | Hedgefonder                 |
| 174 | Giorgio Armani               | $8,9 miljarder dollar  | Italien      | Armani                      |
| 174 | Ernesto Bertarelli           | $8,9 miljarder dollar  | Schweiz      | Bioteknik                   |
| 176 | Savitri Jindal               | $8,8 miljarder dollar  | Indien       | Stål                        |
| 176 | Sunil Mittal                 | $8,8 miljarder dollar  | Indien       | Telekommunikation           |
| 178 | James Chambers               | $8,7 miljarder dollar  | USA          | Media                       |
| 178 | Katharine Rayner             | $8,7 miljarder dollar  | USA          | Media                       |
| 178 | Margaretta Taylor            | $8,7 miljarder dollar  | USA          | Media                       |
| 181 | Terry Gou                    | $8,5 miljarder dollar  | Taiwan       | Elektronik                  |
| 181 | Gordon Moore                 | $8,5 miljarder dollar  | USA          | Intel                       |
| 183 | James Irving                 | $8,3 miljarder dollar  | Kanada       |                             |
| 183 | Stanley Kroenke              | $8,3 miljarder dollar  | USA          | Sport, fastigheter          |
| 185 | Melker Schorling             | $8,2 miljarder dollar  | Sverige      | Investeringar               |
| 186 | Johann Graf                  | $8,1 miljarder dollar  | Österrike    | Vadslagning                 |
| 186 | Guo Guangchang               | $8,1 miljarder dollar  | Kina         |                             |
| 186 | John Malone                  | $8,1 miljarder dollar  | USA          | TV                          |
| 186 | Xavier Niel                  | $8,1 miljarder dollar  | Frankrike    | Internet, telekommunikation |
| 190 | Silvio Berlusconi            | $8 miljarder dollar    | Italien      | Media                       |
| 190 | Carl Cook                    | $8 miljarder dollar    | USA          | Medicin                     |
| 190 | David Geffen                 | $8 miljarder dollar    | USA          | Film                        |
| 190 | Hui Wing Mau                 | $8 miljarder dollar    | Kina         | Fastigheter                 |
| 190 | Walter Kwok                  | $8 miljarder dollar    | Kina         | Fastigheter                 |
| 190 | George Soros                 | $8 miljarder dollar    | USA          | Hedgefonder                 |
| 196 | Edward Johnson, III          | $7,9 miljarder dollar  | USA          |                             |
| 196 | Massimiliana Landini Aleotti | $7,9 miljarder dollar  | Italien      | Medicin                     |
| 198 | David Duffield               | $7,8 miljarder dollar  | USA          |                             |
| 198 | George Kaiser                | $7,8 miljarder dollar  | USA          | Olja, gas, banker           |
| 198 | Patrick Soon-Shiong          | $7,8 miljarder dollar  | USA          | Medicin (patent)            |
| 198 | Zhou Qunfei                  | $7,8 miljarder dollar  | Kina         | Smarttelefoner              |

## Topp 200-261
| Nr  | Namn                       | Förmögenhet           | Nationalitet   | Källa till rikedom              |
| --- | -------------------------- | --------------------- | -------------- | ------------------------------- |
| 202 | Nicky Oppenheimer          | $7,7 miljarder dollar | Sydafrika      | Diamanter                       |
| 202 | Sun Piaoyang               | $7,7 miljarder dollar | Kina           | Medicin                         |
| 202 | Wu Yajun                   | $7,7 miljarder dollar | Kina           | Fastigheter                     |
| 205 | Alexei Kuzmichev           | $7,6 miljarder dollar | Ryssland       | Olja, banker, telekommunikation |
| 205 | Stephen Ross               | $7,6 miljarder dollar | USA            | Fastigheter                     |
| 207 | Vincent Bollore            | $7,4 miljarder dollar | Frankrike      | Investeringar                   |
| 207 | Pauline MacMillan Keinath  | $7,4 miljarder dollar | USA            | Cargill                         |
| 207 | Jay Y. Lee                 | $7,4 miljarder dollar | Sydkorea       | Samsung                         |
| 207 | Anders Holch Povlsen       | $7,4 miljarder dollar | Danmark        | Mode                            |
| 211 | Eli Broad                  | $7,3 miljarder dollar | USA            | Investeringar                   |
| 211 | Michael Kadoorie           | $7,3 miljarder dollar | Kina           | Hotell, energi                  |
| 211 | Iskander Makhmudov         | $7,3 miljarder dollar | Ryssland       | Metaller                        |
| 211 | Fredrik Paulsen            | $7,3 miljarder dollar | Sverige        | Sjukvård                        |
| 211 | Sun Hongbin                | $7,3 miljarder dollar | USA            | Fastigheter                     |
| 211 | Christy Walton             | $7,3 miljarder dollar | USA            | Walmart                         |
| 217 | Shahid Khan                | $7,2 miljarder dollar | USA            |                                 |
| 217 | Ananda Krishnan            | $7,2 miljarder dollar | Malaysia       | Olja, media, telekommunikation  |
| 217 | Carrie Perrodo             | $7,2 miljarder dollar | Frankrike      | Olja                            |
| 217 | Quek Leng Chan             | $7,2 miljarder dollar | Malaysia       | Banker                          |
| 217 | Wang Wenxue                | $7,2 miljarder dollar | Kina           | Fastigheter                     |
| 222 | John Doerr                 | $7,1 miljarder dollar | USA            |                                 |
| 222 | Patrick Drahi              | $7,1 miljarder dollar | Frankrike      | Telekommunikation               |
| 222 | Eva Gonda de Rivera        | $7,1 miljarder dollar | Mexiko         |                                 |
| 222 | Willi & Isolde Liebherr    | $7,1 miljarder dollar | Schweiz        |                                 |
| 222 | Ricardo Salinas Pliego     | $7,1 miljarder dollar | Mexiko         | Handel, media                   |
| 222 | Suh Kyung-Bae              | $7,1 miljarder dollar | Sydkorea       | Kosmetik                        |
| 228 | Pollyanna Chu              | $7 miljarder dollar   | Kina           | Finansiella tjänster            |
| 228 | John Fredriksen            | $7 miljarder dollar   | Cypern         | Transport                       |
| 228 | Goh Cheng Liang            | $7 miljarder dollar   | Singapore      | Konst                           |
| 228 | Sri Prakash Lohia          | $7 miljarder dollar   | Indonesien     | Polyester                       |
| 228 | Lu Zhiqiang                | $7 miljarder dollar   | Kina           | Fastigheter                     |
| 228 | Jörn Rausing               | $7 miljarder dollar   | Sverige        |                                 |
| 228 | Johann Rupert              | $7 miljarder dollar   | Sydafrika      |                                 |
| 228 | Jacques Saade              | $7 miljarder dollar   | Frankrike      | Transport                       |
| 228 | Wu Shaoxun                 | $7 miljarder dollar   | Kina           | Vineri                          |
| 237 | Leonid Fedun               | $6,9 miljarder dollar | Ryssland       | Olja                            |
| 237 | Kim Jung-Ju                | $6,9 miljarder dollar | Sydkorea       | Onlinespel                      |
| 237 | Sandra Ortega Mera         | $6,9 miljarder dollar | Spanien        | Zara                            |
| 237 | Jim Pattison               | $6,9 miljarder dollar | Kanada         |                                 |
| 237 | Michael Platt              | $6,9 miljarder dollar | Storbritannien | Hedgefonder                     |
| 242 | Chan Laiwa                 | $6,8 miljarder dollar | Kina           | Fastigheter                     |
| 242 | David Green                | $6,8 miljarder dollar | USA            | Handel                          |
| 242 | Hank & Doug Meijer         | $6,8 miljarder dollar | USA            |                                 |
| 242 | Dmitry Rybolovlev          | $6,8 miljarder dollar | Ryssland       |                                 |
| 242 | Tsai Eng-Meng              | $6,8 miljarder dollar | Taiwan         |                                 |
| 242 | Andreas von Bechtolsheim   | $6,8 miljarder dollar | Tyskland       | Google                          |
| 248 | Oleg Deripaska             | $6,7 miljarder dollar | Ryssland       | Aluminium                       |
| 248 | Liu Yongxing               | $6,7 miljarder dollar | Kina           |                                 |
| 248 | Ludwig Merckle             | $6,7 miljarder dollar | Tyskland       | Medicin                         |
| 251 | Brian Acton                | $6,6 miljarder dollar | USA            | WhatsApp                        |
| 251 | John Grayken               | $6,6 miljarder dollar | Irland         | Investeringar                   |
| 251 | Ann Walton Kroenke         | $6,6 miljarder dollar | USA            | Walmart                         |
| 251 | Augusto & Giorgio Perfetti | $6,6 miljarder dollar | Italien        | Godis                           |
| 251 | Finn Rausing               | $6,6 miljarder dollar | Sverige        |                                 |
| 251 | Kirsten Rausing            | $6,6 miljarder dollar | Sverige        | Tetra Laval                     |
| 251 | Odd Reitan                 | $6,6 miljarder dollar | Norge          | Fastigheter, handel             |
| 251 | Nassef Sawiris             | $6,6 miljarder dollar | Egypten        | Kemikalier                      |
| 251 | Wee Cho Yaw                | $6,6 miljarder dollar | Singapore      | Banker                          |
| 251 | Aloys Wobben               | $6,6 miljarder dollar | Tyskland       | Vindkraftverk                   |
| 261 | Leon Black                 | $6,5 miljarder dollar | USA            | Investeringar                   |
| 261 | Ivan Glasenberg            | $6,5 miljarder dollar | Schweiz        |                                 |
| 261 | John Paulson               | $6,5 miljarder dollar | USA            | Hedgefonder                     |
| 261 | Wei Jianjun                | $6,5 miljarder dollar | Kina           |                                 |